# Ilex chinensis
Ilex chinensis, comúnmente conocido como acebo oriental, es una especie perteneciente a la familia  Aquifoliaceae. Es una de las 50 hierbas fundamentales usadas en la medicina tradicional china, donde tiene el nombre chino de:  dōng qīng (冬青).

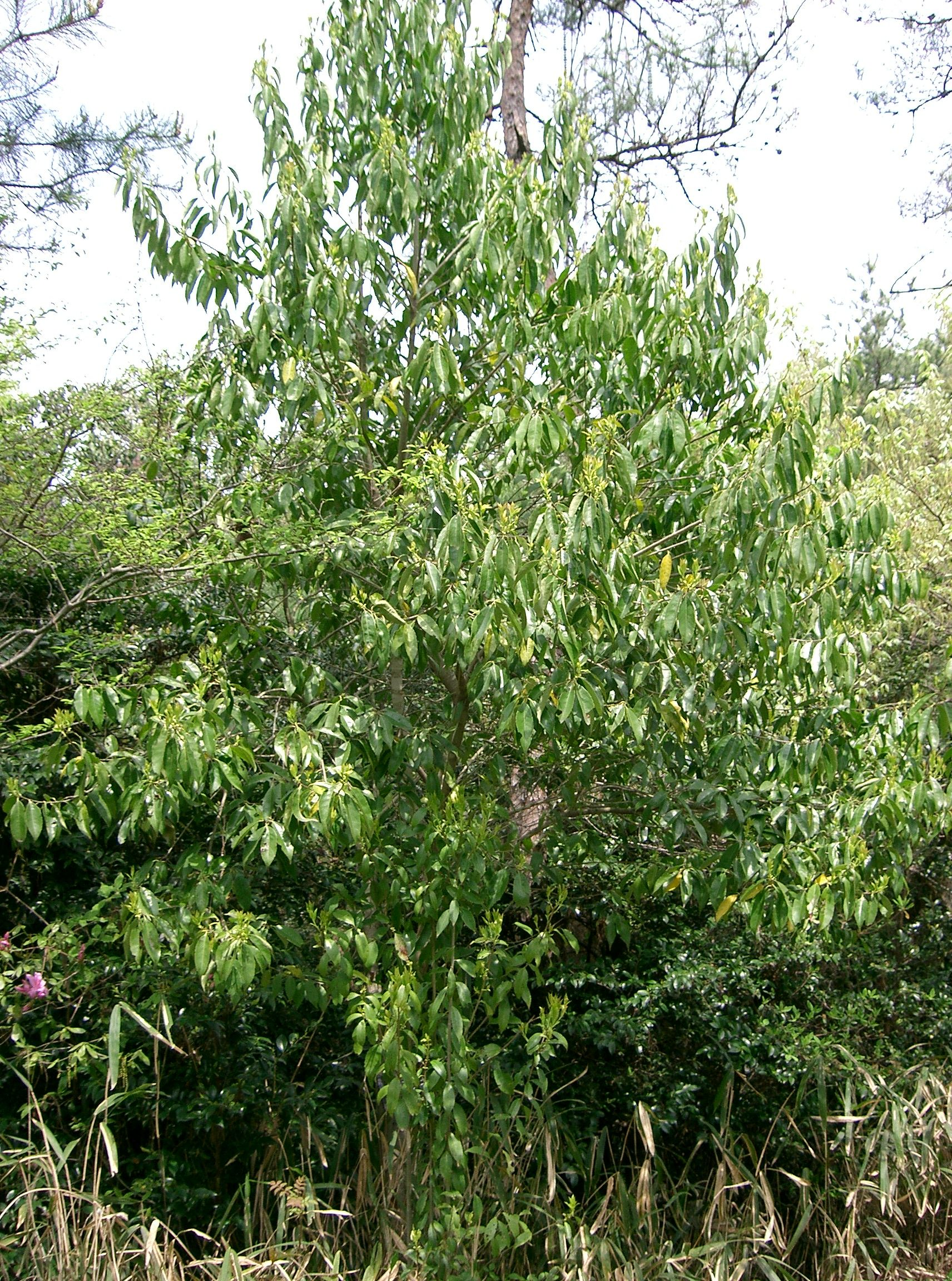
Vista de la planta

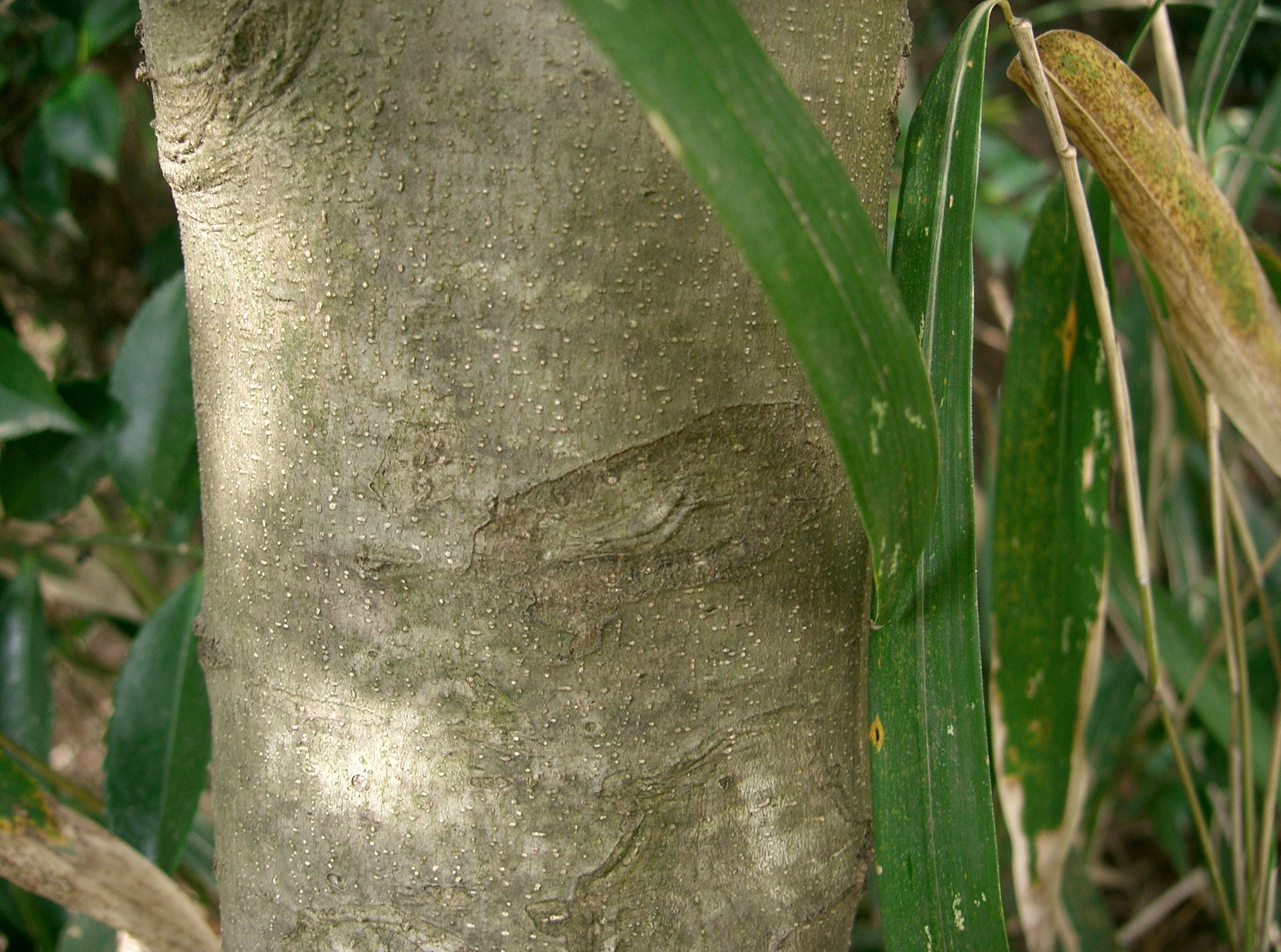
Tronco

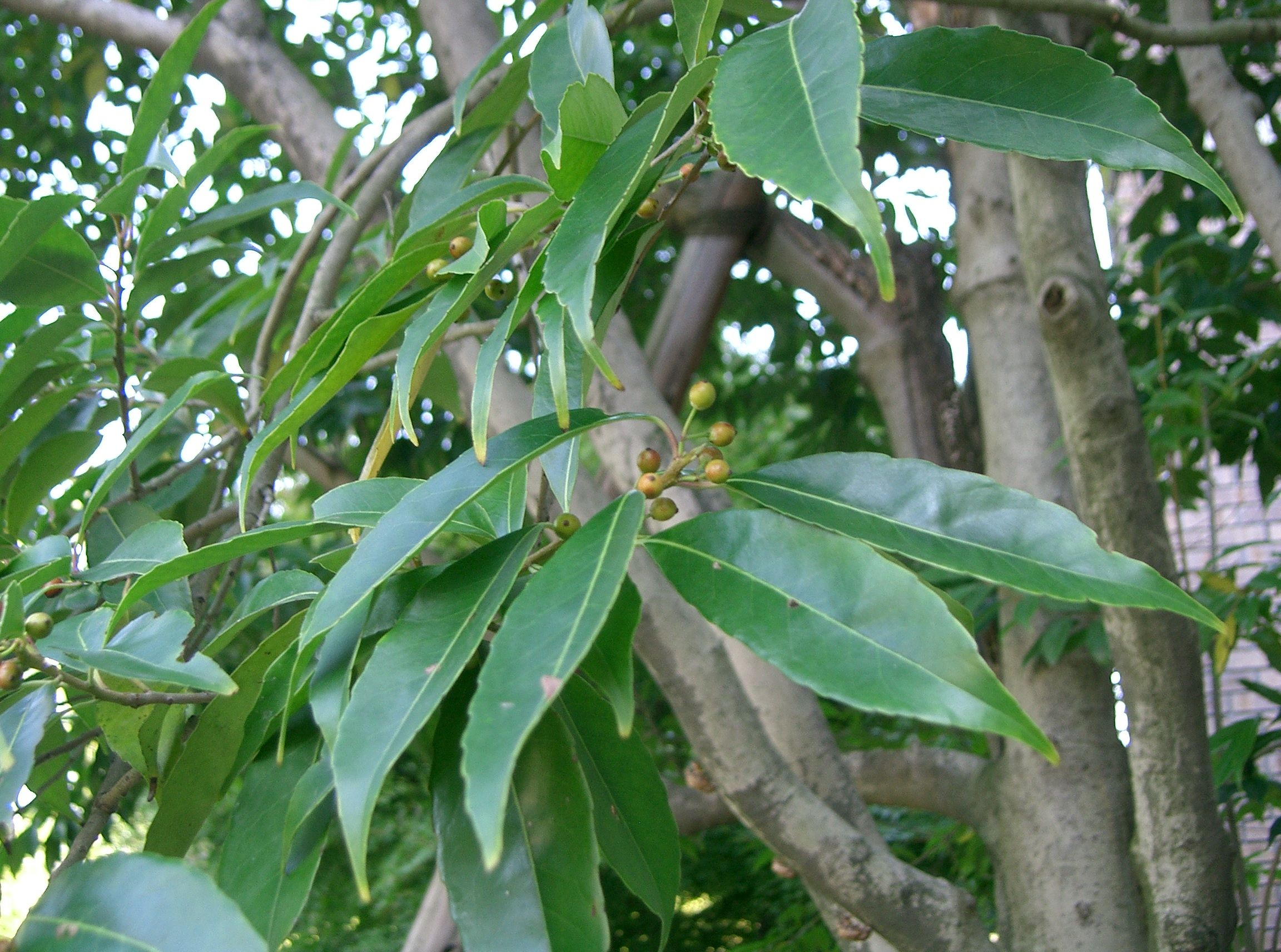
Hojas

## Descripción
Son árboles de hoja perenne, que alcanzan un tamaño de 15 m de altura, de corteza gris-negra. Las ramillas del año actual grises, cilíndricas, finamente angulares; ramillas mayores glabras, con forma de media luna, cicatrices de las hojas convexas; lenticelas oscuras, pequeñas. Plantas glabras, o a veces con vellosidades en los brotes terminales, pecíolos y vena media adaxial de las hojas jóvenes de la planta masculina. Pecíolo de 8-10 mm, plano o estrecho surcado adaxialmente; lámina de la hoja de color marrón oscuro, brillante cuando seca, elípticas o lanceoladas, raramente ovadas, 5-11 × 2-4 cm, finamente curtidas a coriáceas, glabras. Inflorescencias: en cimas solitarias, axilares en ramillas del año en curso, glabra. Inflorescencias masculinas: cimas de orden 3-5, con 7-24 de flores, pedúnculos 7-14 mm, eje secundario 2 a 5 mm; pedicelos de 2 mm, glabras, flores de color violeta o púrpura-rojo, 4 - o 5-merous; lóbulos del cáliz superficialmente en forma de copa, a grandes deltoides, ciliado; corola de 5 mm de diámetro., Pétalos reflexos en la antesis, de 2,5 × 2 mm, ligeramente connados; estambres más cortos que los pétalos, anteras elíptica; rudimentaria ovario cónica, inferior a 1 mm. Inflorescencias femeninas: cimas de orden 2 o 3, 3-7-flores, pedúnculos 3-10 mm, comprimido; eje secundario poco desarrollado; pedicelos de 6-10 mm, cáliz y corola, como en las flores masculinas. Fruta roja, estrechamente globosa, 1-1.2 cm, 6-8 mm de diámetro.  Fl. Abril-julio, fr. Julio-diciembre.

## Distribución y hábitat
Se encuentra en los bosques perennifolios  de hoja ancha, los márgenes de los bosques en las laderas de montaña, desde el nivel del mar hasta los 2.000 metros en Anhui, Fujian, Guangdong, Guangxi, Henan, Hubei, Hunan, Jiangsu, Jiangxi, Taiwán, Yunnan, Zhejiang y en Japón.

## Taxonomía
Aerides chinensis fue descrita por John Sims y publicado en Botanical Magazine 46: pl. 2043. 1819.
Etimología
ilex: nombre genérico que era el nombre designado en latín para una especie de Quercus (Quercus ilex) comúnmente llamada encina, que tiene un follaje similar al acebo europeo, y ocasionalmente se confunde con él.
chinensis: epíteto geográfico que alude a su localización en China.
Sinonimia
- Ilex jinggangshanensis C.J. Tseng
- Ilex myriadenia Hance
- Ilex oldhamii Miq.
- Ilex purpurea Hassk.
- Ilex purpurea var. myriadenia (Hance) Loes.
- Ilex purpurea var. oldhamii (Miq.) Loes. ex Diels
- Ilex purpurea f. oldhamii (Miq.) Loes.
- Symplocos courtoisii H. Lév.[5]